# Voßheide
Voßheide ist ein Ortsteil der Stadt Lemgo im Kreis Lippe in Nordrhein-Westfalen. 

## Geschichte

### Ortsname
Voßheide wurde 1359 als Vosheyde erstmals schriftlich erwähnt.
Folgende Schreibweisen sind im Laufe der Jahrhunderte ebenfalls belegt: Vossesheyde (1470/71, im Möllenbecker Güterverzeichnis), Voszheyde (1487), Vosheide (1536) sowie Voßheiyde (1576).

### 20. Jahrhundert
Am 1. Oktober 1921 wurde die Gemeinde Voßheide durch den Zusammenschluss der Gemeinden Hasebeck, Kluckhof und Lütte neu gebildet.
Bis zur Eingemeindung nach dem Lemgo-Gesetz am 1. Januar 1969 war Voßheide eine selbstständige Gemeinde im Kreis Lemgo. Dieser wurde am 1. Januar 1973 aufgelöst und mit dem Kreis Detmold zum Kreis Lippe zusammengeschlossen.

### Einwohnerentwicklung
| Jahr      | 1860 | 1939 | 1962 | 2006 |
| Einwohner | 1003 | 1095 | 1375 | 1280 |
| --------- | ---- | ---- | ---- | ---- |

## Religion
Die evangelisch-reformierte Kirchengemeinde Voßheide gehört zur Klasse Nord der Lippischen Landeskirche.